# Octave Klaba
Octave Klaba, né le 23 janvier 1975 à Nowa Ruda (république populaire de Pologne), est un entrepreneur milliardaire français d'origine polonaise, fondateur, président du conseil d'administration et directeur général jusqu'à août 2018 de l'hébergeur OVHcloud.

## Biographie
Né en Pologne, Octave Klaba grandit dans un milieu rural. Contraint de rester en Pologne après la confiscation de leurs passeports par l'État, sa famille y reste jusqu'en 1990. Son père Henryk Klaba, ingénieur formé à l'École polytechnique de Varsovie, gère une entreprise agroalimentaire. Octave Klaba poursuit son cursus scolaire et apprend l'informatique en autodidacte. En 1991, après la chute du mur de Berlin, la famille déménage à Roubaix, en France. Maîtrisant peu le français, Octave Klaba poursuit des études d'ingénieur à l'Institut catholique d'arts et métiers de Lille. En parallèle, il crée une association de webmaster pour héberger des sites web où il utilise le pseudonyme « Oles Van Herman » sur les forums informatiques.

### Entreprise OVH
En 2000, Octave Klaba participe à la fondation de l'entreprise familiale OVH. Il persuade ses parents de lui prêter 7 000 € pour développer son entreprise d'hébergement. Son père Henryk Klaba y participe en trouvant une technique de refroidissement des serveurs par un système à eau qui permet de diviser les coûts énergétiques. Par la suite, il rencontre Xavier Niel qui l'aide à implémenter un modèle logistique d'hébergement à grande échelle. Deux années plus tard, le premier data center de la plateforme ouvre. Sa mère Halina Klaba devient par la suite directrice générale particulièrement chargée des finances tandis que son frère cadet Miroslaw Klaba est responsable de recherche et développement.
En février 2015, il délègue la direction générale à Laurent Allard et devient directeur technique . En septembre 2015, il affiche ses ambitions mondiales avec l’ouverture de data centers aux États-Unis, au Canada, en Asie et dans plusieurs pays d’Europe.
En décembre 2016, Le Monde, en partenariat avec The Intercept, publie une nouvelle révélation d'Edward Snowden selon laquelle les communications du smartphone de Klaba ont été espionnées par la NSA et le GCHQ.
En janvier 2019, il annonce son installation à Dallas (Texas) pour mettre en œuvre une nouvelle étape du développement d'OVH sur le marché américain.

### Entreprise Shadow
Le 30 avril 2021, le tribunal de commerce de Paris confie à Octave Klaba, par l'intermédiaire de son fonds de développement personnel Jezby Ventures et au détriment d'une autre offre portée par le groupe Iliad/Free, la reprise de Blade, l'éditeur du service de cloud computing Shadow placé en redressement judiciaire depuis mars 2021,,.

### Synfonium
Au printemps 2023, il crée avec son frère Synfonium, une entreprise associée à la Caisse des dépôts et consignations. Cette entité rachète le moteur de recherche Qwant en juillet 2023.

### Prise de position
En avril 2015, Octave Klaba prend position contre le projet de loi sur le renseignement : 

« Il y a deux dispositifs avec lesquels je ne suis pas du tout à l’aise. D’une part, la pose de “boîtes noires”  et donc d’algorithmes pré-programmés dans les réseaux et chez les hébergeurs, pour surveiller le trafic. Et d’autre part, le système de captation directe d’informations sur des individus ciblés. La première mesure est censée permettre ensuite de décider qui l’on surveille en permanence. Qui prend cette décision ? Dans quel cadre ? Tout cela doit être encadré par un juge. En tout cas, le projet de loi va permettre la surveillance de masse de la société française. »

### Fortune
Selon le magazine Challenges, sa fortune est passée de 360 M€ en 2015 à 1 500 M€ en 2016. En 2016, il est classé 48e des plus grandes fortunes françaises. En 2024, sa fortune chute et est désormais évaluée à 750 M€.